# Miskin Baba
Miskin Baba (din limba turcă miskin baba, însemnând ”tată murdar”, ”bătrân zdrențuros”) a fost o figură reprezentativă pentru locuitorii din insula Ada-Kaleh. Miskin Baba a aparținut vechii dinastii de Uzbek, fiind ultimul prinț samanaid, care în anul 1786 părăsăște Buhara cu gândul de a-și găsi pacea sufletului. Avea 30 de ani când a ajuns în insula Ada-Kaleh.  

## Viața pe insula Ada-Kaleh
Miturile și legendele îl prezintă pe Miskin Baba ca fiind un om foarte învățat, pe care Allah l-a ajutat să ajungă pe micuța insulă, după ce acesta avusese anumite revelații în vis. Astfel, prințul a fost puternic influențat, și-a luat rămas-bun de la curte, de la prieteni, a împărțit cea mai mare parte a averii sale săracilor, a cerut să se întemeieze o altă dinastie a Uzbecilor și a plecat, după cum i se arătase în vis ”spre insula sfântă de la cataractele Dunării”. Poarta otomană a încercat să îl aducă înapoi în regatul său, însă prințul nu se va mai întoarce, urmându-și calea pe care visul i-o făurise. 
Miskin Baba a sosit în insula Ada-Kaleh desculț, cu barba zbârlită, cu hainele zdrențuite, și întrebat în legătură cu rostul venirii lui acolo, ar fi răspuns: ”Această insulă, prin poruncă dumnezeiască, a fost creiată pentru odihna și mângâierea sufletului. Pentru a-i împlini voința lui Allah, am părăsit tronul și averile mele, am străbătut drumul aspru al deșertului, munți și păduri. Prin gura mea, Allah adevărata fericire stă în a face numai bine!”. Miskin Baba a dus o viață extrem de simplă în Ada-Kaleh, învățând copiii de pe insulă să citească Coranul și să trăiască într-un mod virtuos.
În rândul locuitorilor din Ada-Kaleh a rămas drept un personaj asemuit cu un sfânt, grație puterilor sale supraomenești; prin puterea sa divină a reușit să vindece mulți bolnavi, să redea fertilitate femeilor și să aline durerea celor necăjiți. De asemenea, se spune că și după moarte a apărut în visul unui locuitor, prevestind venirea regelui Carol al II-lea pe insulă, fapt care, de altfel, s-a și întâmplat. La insistențele sale, trupul i-a fost îngropat pe insulă, iar mormântul lui Miskin Baba a devenit unul sacru, fiind considerat protectorul spiritual al Ada-Kaleh-ului.

## Scufundarea insulei
Insula a fost scufundată în primăvara anului 1970, ca urmare a deciziei regimului comunist de construire a barajului Porțile de Fier I, după ce mai multe clădiri fuseseră demolate înainte de inundare, planul fiind refacerea acestora pe insula Șimian, de lângă Drobeta-Turnu Severin.
Pe insula Șimian au fost mutate zidurile fortăreței și mormântul dervișului Miskin Baba. ”Astăzi, piatra de mormânt este sortită dispariției prin îngropare în pământ, ca, de altfel, și inscripția care atestă recucerirea insulei Ada-Kaleh de către sultanul Mahmud I, în anul 1739”.